# Dan Aykroyd

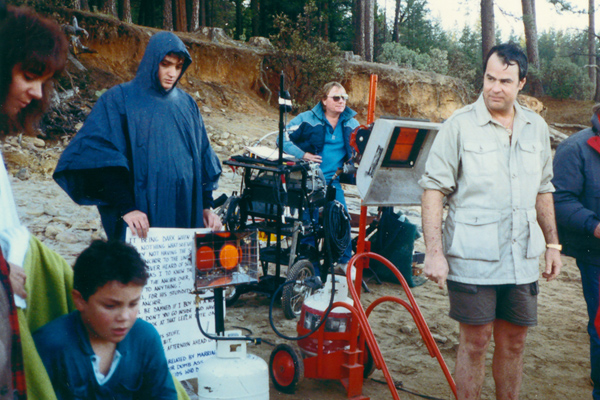
Aykroyd under inspelningen av Vrålet från vildmarken (1988).

Daniel Edward ”Dan” Aykroyd, född 1 juli 1952 i Ottawa i Ontario, är en kanadensisk-amerikansk skådespelare, regissör, filmproducent, manusförfattare och komiker. Han är mest känd för att ha skapat och spelat i The Blues Brothers och Ghostbusters. Han har även en Oscarsnominering för sin insats i På väg med Miss Daisy.

## Biografi

### Uppväxt
Dan Aykroyd föddes i Ottawa. Hans far Peter Aykroyd var civilingenjör och politisk rådgivare till den kanadensiska premiärministern Pierre Trudeau. Hans mor var sekreterare. Hans bror, även han namngiven Peter, var också skådespelare. Aykroyd studerade kriminologi och sociologi på Carleton University men hoppade av innan examen. Han hankade sig fram som komiker på flera av Kanadas nattklubbar. Han ville också bli musiker och har sagt att han blev mycket inspirerad av en klubb som hette Le Hibou i Ottawa där han en kväll fick spela trummor med Muddy Waters. Hans första jobb som professionell skådespelare kom med det kortlivade kanadensiska sketchprogrammet The Hart and Lorne Terrific Hour (1970) där bland andra Lorne Michaels var med.

### Saturday Night Live och The Blues Brothers
Lorne Michaels skapade Saturday Night Live 1975 och anställde Aykroyd som manusförfattare. Han blev dock medlem i skådespelarensemblen innan premiären. Han var den yngsta i ensemblen och med sin talang för imitationer och särintresse för udda ämnen blev han snabbt en unik och populär medlem. Han blev särskilt omtyckt för sina imitationer av Jimmy Carter, Vincent Price, Richard Nixon och Julia Child. När Monty Python-medlemmen Eric Idle var värd för programmet sa han att Aykroyd var den enda som hade varit kapabel att vara medlem i Monty Python.
Aykroyd och medarbetaren John Belushi blev goda vänner och delade många intressen, dock var Aykroyd inte lika självdestruktiv och hade inte så stort intresse av droger. Belushi hade blivit intresserad av en av Aykroyds bluesskivor och enligt Aykroyd utbildade han Belushi i blues och med en liten knuff av musikredaktören Paul Shaffer så skapades The Blues Brothers som blev en återkommande sketch i Saturday Night Live. Aykroyd belönades med en Emmy Award 1977 för sitt manusarbete i programmet. Han nominerades ytterligare två gånger.
The Blues Brothers fick ett liv utanför Saturday Night Live där de spelade live på klubbar och fick ett stort antal fans och erkännande. 1978 spelade de in sin första skiva Briefcase full of Blues som sålde i 3,5 miljoner exemplar och blev ett av tidernas mest sålda bluesalbum. Bandet blev ännu mer populärt när de gjorde långfilmen The Blues Brothers (1980) som Aykroyd var medförfattare till. Bandet har fortsatt turnera. Efter Belushis död så hoppade hans bror Jim Belushi in istället för honom. Dan Aykroyd och Jim Belushi är bara med i bandet ibland. Aykroyd slutade i Saturday Night Live 1979 men har dykt upp i programmet ett flertal gånger efter det i olika gästroller, han var dock inte värd för programmet förrän 2003.
I den biografiska dramakomedin Saturday Night från 2024 porträtteras Aykroyd av Dylan O'Brien.

### Ghostbusters
När Aykroyd slutade i Saturday Night Live syntes han, förutom i The Blues Brothers, i ett antal andra komiska roller som i Steven Spielbergs 1941 – Ursäkta var är Hollywood? (1979), Grannarna (1981), Ombytta roller (1983) och även en liten roll i Twilight Zone – på gränsen till det okända (1983).
Aykroyd började på 1980-talet skriva på det manus som skulle bli Ghostbusters – Spökligan (1984) som han skrev på grund av sitt intresse till parapsykologi och spöken. Manuset innehöll till en början mycket mer inslag av fantasy och även tidsresor. Men när Harold Ramis anslöt sig till projektet och senare regissören Ivan Reitman tonades dessa element ner avsevärt. Karaktären Dr. Peter Venkman hade han skrivit med John Belushi i åtanke men den fick skrivas om åt Bill Murray efter Belushis död. När filmen väl släpptes blev det en framgång. Det blev det årets mest inkomstbringande film och den största komedin någonsin, ett rekord som höll i sig länge.
Aykroyd hade sedan en liten cameo i Indiana Jones och de fördömdas tempel (1984). Han var medförfattare och skådespelare i spionkomedin Spioner är vi allihopa (1985). Han spelade mot Tom Hanks i Dragnet (1987) och syntes i inte mindre än 5 filmer 1988, däribland Vrålet från vildmarken och Min fru är en utomjording. Aykroyd skrev sen motvilligt en uppföljare till Ghostbusters, vilket filmbolaget Columbia Pictures tjatade sig till. Ghostbusters 2 (1989), även om den mottogs sämre än den första filmen, blev också en succé.

### Vidare karriär
Aykroyd syntes i en mer dramatisk roll i filmen På väg med miss Daisy (1989). Rollen gav honom en Oscarsnominering för bästa manliga biroll. Han skrev manus och regissera filmen Bara bekymmer (1991) med skådespelare som Demi Moore, Chevy Chase och John Candy. Precis som de flesta av hans filmer på 1990-talet, floppade den rejält med dåliga recensioner och dålig inkomst. Fyra av hans filmer undgick under denna tid att bli floppar: Min tjej (1991), Sneakers (1992), Tommy Boy (1995) och Även en lönnmördare behöver en träff ibland (1997).
Dan Aykroyd hade 2001 en av huvudrollerna i Woody Allens Skorpionens förbannelse. Under resten av 2000-talet hade han annars en tendens att ta små roller eller biroller i stora produktioner som Pearl Harbor (2001), 50 First Dates (2004), Julfritt (2004) och Härmed förklarar jag er Chuck och Larry (2007). 2010-talet fortsatte i samma spår även om han nu hade större biroller i Rivalerna (2012), Mitt liv med Liberace (2013) och Tammy (2014). Han fick också välbetalda reklamjobb, särskilt genom att återuppliva Coneheads för ett försäkringsbolag.

### Ghostbusters återuppstår
Efter framgångarna med Ghostbusters 2 har det varit en tredje film på gång som nått till olika nivåer i produktionsstadiet. Dock fick de aldrig med sig Bill Murray i projekten och när Harold Ramis dog 2014 lades alla planer om en tredje film på is. Istället gjorde man en reboot med bara kvinnor i huvudrollerna – Ghostbusters (2016), där Aykroyd var producent och hade en mindre cameo. Filmen fick ett blandat mottagande men fick utstå mycket hat på Internets kommentarsfält och röstades ned i en kampanj enbart för att huvudrollerna spelades av kvinnor.
Man lyckades sen få ihop ett manus som byggde vidare på Ghostbusters 2 där man introducerade en ny familj och nya Ghostbusters men ändå hade med originalskådespelarna, däribland Aykroyd som Dr. Raymond Stantz. Även för Ghostbusters: Afterlife (2021) var han producent. Filmen blev en hyfsad succé men mottagandet var blandat. Man var snabba på att försöka hålla serien i liv och fortsatte serien med Ghostbusters: Frozen Empire (2024).

## Privatliv
Aykroyd är intresserad av det övernaturliga och kallar sig för spiritualist. Han har en stor samling med böcker i ämnet.
Aykroyd var ett kort tag förlovad med skådespelerskan Carrie Fisher. Han gifte sig den 29 april 1983 med Donna Dixon. De har tre barn tillsammans. I april 2022 separerade de men förblev gifta.
Aykroyd har startat flera företag, däribland konsertlokalskedjan House of Blues, ett café i Kingston, ett vodkamärke och flera vingårdar.
Det skotska bandet Dananananaykroyd har tagit sitt namn från Aykroyd.

## Filmografi (i urval)

### Film
| År   | Titel                                       | Roll                           | Notering                 |
| ---- | ------------------------------------------- | ------------------------------ | ------------------------ |
| 1977 | Love at First Sight                         | Roy                            |                          |
| 1979 | 1941 – Ursäkta, var är Hollywood?           | Frank Tree                     |                          |
| 1980 | The Blues Brothers                          | Elwood J. Blues                | Även manus               |
| 1981 | Grannarna                                   | Vic Zeck                       |                          |
| 1983 | Doctor Detroit                              | Clifford Skridlow              |                          |
| 1983 | Ombytta roller                              | Louis Winthorpe III            |                          |
| 1983 | Twilight Zone – på gränsen till det okända  | Passagerare / Ambulansförare   |                          |
| 1984 | Ghostbusters – Spökligan                    | Dr. Raymond Stantz             | Även manus               |
| 1984 | Indiana Jones och de fördömdas tempel       | Art Weber                      | Cameo                    |
| 1984 | Nothing Lasts Forever                       | Buck Heller                    |                          |
| 1985 | Into the Night                              | Herb                           |                          |
| 1985 | Spioner är vi allihopa                      | Austin Millbarge               | Även manus               |
| 1987 | Dragnet                                     | Joe Friday                     | Även manus               |
| 1988 | The Couch Trip                              | John W. Burns Jr.              |                          |
| 1988 | She's Having a Baby                         | Roman Craig                    | Cameo                    |
| 1988 | Vrålet från vildmarken                      | Roman Craig                    |                          |
| 1988 | Caddyshack II                               | Tom Everett                    |                          |
| 1988 | Min fru är en utomjording                   | Steven Mills                   |                          |
| 1989 | På väg med miss Daisy                       | Boolie Werhan                  |                          |
| 1989 | Ghostbusters 2                              | Dr. Raymond Stantz             | Även manus               |
| 1990 | Loose Cannons                               | Ellis Fielding                 |                          |
| 1990 | Masters of Menace                           | Johnny Lewis                   |                          |
| 1991 | Min tjej                                    | Harry Slutenfuss               |                          |
| 1991 | Bara bekymmer                               | Alvin J.P. Valkenheiser / Bobo | Även regi och manus      |
| 1992 | Chaplin                                     | Mack Sennett                   |                          |
| 1992 | Sneakers                                    | Darren 'Mother' Roscoe         |                          |
| 1992 | Här är mitt liv                             | Arnold Moss                    |                          |
| 1993 | Coneheads                                   | Beldar Conehead                | Även manus               |
| 1994 | Exit to Eden                                | Fred Lavery                    |                          |
| 1994 | Min tjej 2                                  | Harry Sultenfuss               |                          |
| 1994 | Snacka om rackartyg                         | Pa Tex                         |                          |
| 1995 | Canadian Bacon                              | OPP Officer                    | Cameo                    |
| 1995 | Casper                                      | Dr. Raymond Stantz             | Cameo                    |
| 1995 | Tommy Boy                                   | Ray Zalinsky                   |                          |
| 1996 | Rainbow                                     | Wyatt Hampton                  |                          |
| 1996 | Dribblarna                                  | Jimmy Flaherty                 |                          |
| 1996 | Feeling Minnesota                           | Ben Costikyan                  |                          |
| 1996 | My Fellow Americans                         | President Bill Haney           |                          |
| 1996 | Getting Away with Murder                    | Jack Lambert                   |                          |
| 1996 | Sgt. Bilko                                  | John T. Hall                   |                          |
| 1997 | Även en lönnmördare behöver en träff ibland | Grocer                         |                          |
| 1998 | Antz                                        | Chip                           | Röstroll                 |
| 1998 | Blues Brothers 2000                         | Elwood J. Blues                | Även manus och producent |
| 1998 | Susan's Plan                                | Bob                            |                          |
| 1999 | Diamonds                                    | Lance Agensky                  |                          |
| 2000 | Glädjens hus                                | Gus Trenor                     |                          |
| 2000 | Loser                                       | Pappa                          |                          |
| 2000 | Stardom                                     | Barry Levine                   |                          |
| 2001 | Skorpionens förbannelse                     | Chris Magruder                 |                          |
| 2001 | Evolution                                   | Guvernör Lewis                 |                          |
| 2001 | On the Nose                                 | Dr. Barry Davis                |                          |
| 2001 | Pearl Harbor                                | Harold Thurman                 |                          |
| 2002 | Crossroads                                  | Pete Wagner                    |                          |
| 2002 | Vem sköt Victor Fox?                        | Max Beasly                     |                          |
| 2003 | Bright Young Things                         | Lord Monomark                  |                          |
| 2004 | 50 First Dates                              | Dr. Joseph Keats               |                          |
| 2004 | Intern Academy                              | Dr. Cyrill Kipp                |                          |
| 2004 | Julfritt                                    | Vic Frohmeyer                  |                          |
| 2007 | Härmed förklarar jag er Chuck och Larry     | Phineas Tucker                 |                          |
| 2007 | Shortcut to Happiness                       | Julius Jenson                  |                          |
| 2008 | War, Inc.                                   | F.d. Vice Presidenten          |                          |
| 2010 | Yogi Björn                                  | Yogi Björn                     | Röstroll                 |
| 2012 | Rivalerna                                   | Wade Motch                     |                          |
| 2013 | Mitt liv med Liberace                       | Seymour Heller                 |                          |
| 2014 | Tammy                                       | Don                            |                          |
| 2014 | Get On Up                                   | Ben Bart                       |                          |
| 2015 | Pixels                                      | 1982 Mästerskaps MC            | Cameo                    |
| 2016 | Ghostbusters                                | Taxichaufför                   | Cameo, även producent    |
| 2021 | Ghostbusters: Afterlife                     | Dr. Raymond Stantz             | Även producent           |
| 2023 | Zombie Town                                 | Len Carver                     |                          |
| 2024 | Ghostbusters: Frozen Empire                 | Dr. Raymond Stantz             | Även producent           |

### TV
| År        | Titel                                    | Roll                 | Notering                                      |
| --------- | ---------------------------------------- | -------------------- | --------------------------------------------- |
| 1975-1978 | Coming Up Rosie                          | Purvis Bickle        | 32 avsnitt                                    |
| 1975-1979 | Saturday Night Live                      | Olika roller         | 97 avsnitt                                    |
| 1986-1991 | The Real Ghostbusters                    |                      | Skapare                                       |
| 1990      | The Dave Thomas Comedy Show              | Olika roller         | Avsnitt: "1.2"                                |
| 1990      | It's Garry Shandling's Show              | Boolie Shandling     | Avsnitt: "Driving Miss Garry"                 |
| 1991      | Röster från andra sidan graven           | Kapten Mulligan      | Avsnitt: "Yellow"                             |
| 1994      | The Nanny                                | Reparatör            | Avsnitt: "Sunday in the Park with Frank"      |
| 1996-2000 | Psi Factor: Chronicles of the Paranormal | Värd                 | 88 avsnitt                                    |
| 1997      | The Arrow                                | Crawford Gordon      | 4 avsnitt                                     |
| 1997      | Tummen mitt i handen                     | Mike Weber           | Avsnitt: "Losing My Religion"                 |
| 1997-1998 | Soul Man                                 | Mike Weber           | 25 avsnitt                                    |
| 2000      | Normal, Ohio                             | Frank Wozniak        | Avsnitt: "He Always Gets His Man"             |
| 2001      | History's Mysteries                      | Röst                 | Avsnitt: "The Children's Crusade"             |
| 2002-2009 | Jims värld                               | Danny Michalski      | 5 avsnitt                                     |
| 2003      | Saturday Night Live                      | Värd                 | Avsnitt: "Dan Aykroyd / Beyoncé"              |
| 2006      | Hemma hos Fran                           | Domare               | Avsnitt: "Going Crazy with Fran"              |
| 2009      | Family Guy                               | Sig själv            | Röstroll, avsnitt: "Spies Reminiscent of Us"  |
| 2011      | The Defenders                            | Max Hunter           | 2 avsnitt                                     |
| 2012      | Happily Divorced                         | Harold               | Avsnitt: "Fran-alyze This"                    |
| 2017-2023 | Workin' Moms                             | Kate's pappa         | 4 avsnitt                                     |
| 2019      | The Conners                              | Buddy                | Avsnitt: "The Preemie Monologues"             |
| 2021      | The Simpsons                             | Postage Stamp Fellow | Röstroll, Avsnitt: "The Dad-Feelings Limited" |
| 2023      | The Unbelievable With Dan Aykroyd        | Värd                 |                                               |